# Décembre 2024
Cette page présente les faits marquants du mois de décembre 2024.

## Événements
- 25 novembre au 15 décembre : édition de 2024 du championnat du monde d'échecs.
- 28 novembre au 15 décembre : 16e édition du championnat d'Europe féminin de handball.
- 1er décembre :
  - la Norvège renonce à l’exploitation minière de ses fonds marins[1] ;
  - dix personnes sont assassinées dont une démembrée dans le canton d'El Guabo, dans la province d'El Oro en Équateur[2] ;
  - élections parlementaires en Roumanie : les sociaux-démocrates remportent les législatives, devant l’extrême droite[3].
  - la commission von der Leyen II entre en fonction dans l'Union européenne ;
  - un mouvement de foule fait au moins 56 morts au stade de N'Zérékoré en Guinée[4] ;
  - au moins huit chefs rebelles touaregs sont tués par des frappes de drones de l'armée malienne, dans la ville de Tinzaouatine, dans le nord du Mali[5].
- 2 décembre : la Belgique est condamnée pour crime contre l'humanité dans l'affaire des métis belges.
- 3 décembre : en Corée du Sud, le président Yoon Suk-yeol décrète la loi martiale, qui est levée dès le lendemain. Il sera destitué le 14 décembre.
- 4 décembre : en France, le gouvernement Michel Barnier est renversé par une motion de censure.
- 4 au 14 décembre : 89e édition du championnat du monde d'haltérophilie.
- 7 décembre :
  - élections législatives et élection présidentielle au Ghana, John Dramani Mahama est élu ;
  - 21 personnes sont tuées dans une attaque criminelle près de Téra (Niger)[6].
- 7 et 8 décembre :
  - cérémonies de réouverture de la cathédrale Notre-Dame de Paris en France ;
  - au moins 207 personnes, 134 hommes et 73 femmes[7], dont au moins 110 personnes âgées sont tuées à Cité Soleil à Haïti, après avoir été accusées par un chef de gang d'avoir pratiqué la sorcellerie vaudou contre son enfant décédé[8]. Le bilan total étant annoncé par Volker Türk, le Haut-Commissaire de l'ONU aux droits de l'homme[9].
- 8 décembre :
  - prise de Damas et chute de Bachar el-Assad en Syrie ;
  - au moins seize Palestiniens sont tués dans des frappes aériennes de Tsahal dans la bande de Gaza, à Deir al-Balah et dans le camp de réfugiés de Bureij[10] ;
  - au moins 28 personnes ont tuées, et 37 autres blessés, dans le bombardement d’une station-service à Khartoum, au Soudan[11].
- 10 au 15 décembre : 17e édition du championnat du monde de natation en petit bassin.
- 10 décembre : près d'une centaine de soldats et une cinquantaine de civils sont tués dans un combat contre des jihadistes, dans le département de Téra, au Niger[12].
- 11 décembre :
  - défaite des forces armées somaliennes dans la localité de Ras Kamboni face aux forces du Jubaland. 600 militaires somaliens se réfugient au Kenya[13] ;
  - au moins vingt-neuf personnes sont tuées dans des frappes aériennes israéliennes sur des zones civiles à Beit Lahia, dans le gouvernorat de Gaza-Nord, dans la bande de Gaza[14].
- 12 et 14 décembre : au moins 39 personnes sont tuées lors de deux attaques simultanées dans deux villages au Niger, près de la frontière avec le Burkina Faso[15].
- 13 décembre :
  - trente-trois personnes sont tuées par une frappe aérienne de Tsahal dans le camp de réfugiés de Nuseirat, dans la Bande de Gaza[16] ;
  - en France, François Bayrou est nommé Premier ministre.
- 14 décembre :
  - élection présidentielle en Géorgie, Mikhaïl Kavelachvili est élu ;
  - le cyclone Chido dévaste le département français de Mayotte dans l'océan Indien.
- 15 décembre : les pétroliers Volgoneft-212 et Volgoneft-239 de la société russe Volgotanker (en) s'échouent dans le détroit de Kertch en mer Noire. Un marin est mort et deux portés disparus[17]. Une marée noire a lieu[18].
- 16 décembre : une fosse commune contenant dix-sept soldats de l'armée syrienne exécutés est découverte dans le désert, en Syrie, près de Deir ez-Zor[19].
- 17 décembre : un tremblement de terre de magnitude 7,3 survient dans l'archipel de Vanuatu faisant 16 morts et plus de 200 blessés.
- 18 décembre :
  - vingt-cinq personnes sont tuées, et des dizaines d'autres sont portées disparues après le naufrage d'un bateau sur une rivière à Inongo, en République démocratique du Congo[20] ;
  - le pape François canonise par équipollence les seize carmélites de Compiègne.
- 19 décembre : vingt personnes sont tuées après un naufrage au large des côtes de la Tunisie[21].
- 20 décembre :
  - en Allemagne, une attaque sur un marché de Noël à Magdebourg fait cinq morts et 200 blessés ;
  - au moins vingt-six personnes sont tuées lors d'une attaque armée menée par le groupe JNIM, dans la région de Bandiagara, au Mali[22].
- 21 décembre : un accident d'autocar dans l'État brésilien du Minas Gerais fait un minimum de 41 morts[23].
- 22 décembre : 
  - des frappes aériennes de Tsahal à Gaza font au moins vingt-huit morts[24] ;
  - une fosse commune du régime d'Assad contenant les restes de 93 personnes est découverte à Qarfa, dans le gouvernorat de Deraa, en Syrie[25] ;
  - un avion privé Piper Cheyenne 400 s'écrase dans une zone commerciale de la ville de Gramado au Brésil. Les dix membres d'une même famille à bord périssent et 17 autres personnes ont été blessées au sol, dont deux grièvement[26] ;
  - une plateforme pétrolière a coulé dans les eaux territoriales de Trinité-et-Tobago, à la frontière avec le Venezuela, et un employé est porté disparu[27].
- 23 décembre : le MV Ursa Major, un navire transporteur de colis lourds russe de la société SK-Yug, filiale de l’entreprise d'état Oboronlogistika (en) liée au ministère de la défense de ce pays, coule victime d’explosions au niveau de sa salle des machines en Méditerranée occidentale. Deux marins ont disparus. L'entreprise allègue qu'il s'agit d'un attentat[28].
- 24 décembre :
  - à Rome, le pape François ouvre officiellement le Jubilé de l'Espérance[29] ;
  - la sonde spatiale Parker de la NASA bat un record de proximité en passant à 6,2 millions de kilomètres de la surface du Soleil[30] ;
  - Des frappes aériennes pakistanaises contre le Tehrik-e-Taliban Pakistan sur quatre zones du district de Barmal, dans la province de Paktika en Afghanistan font 46 morts[31] ;
  - au moins 21 personnes sont tuées, et 25 autres blessées, dans une série de violences et de manifestations au Mozambique[32].
- 25 décembre :
  - un avion d'Azerbaijan Airlines s'écrase sur le sol kazakh avec 67 personnes à bord, dont 29 ont survécu ;
  - 1 534 détenus s'évadent de la prison de haute sécurité situé au nord de Maputo au Mozambique profitant des violences en cours. 33 prisonniers ont été tués et quinze blessés lors des affrontements qui ont suivi avec le personnel pénitentiaire, les opérations de recherche dans la foulée, appuyées par l'armée, ont permis d'arrêter quelque 150 de ces fugitifs[33].
- 28 décembre : l'Afghanistan attaque des sites a la frontière du Pakistan[34]. Les combats font plusieurs victimes[35].
- 28 décembre au 6 janvier : 73e édition de la tournée des quatre tremplins.
- 29 décembre :
  - élection présidentielle en Croatie ;
  - élections législatives au Tchad, le Mouvement patriotique du salut (MPS), au pouvoir, conserve la majorité à l'Assemblée nationale, malgré le boycott des partis d'opposition ;
  - un avion de Jeju Air fait une sortie de piste à l'atterrissage et s'écrase contre un talus à l'aéroport international de Muan, en Corée du Sud, avec 181 personnes à bord, faisant 179 morts.